# Corpaci
Corpaci è un comune della Moldavia situato nel distretto di Edineț di 1.267 abitanti al censimento del 2004.